# Посматрачка мисија Уједињених нација на Превлаци
Посматрачка мисија Организације уједињених нација на Превлаци (УНМОП) је основана 15. јануара 1996. године резолуцијом Савета безбедности 1038 као мировна мисија са циљем надгледања демилитаризације спорног полуострва Превлака, свакодневним патролирањем са обе стране границе између Хрватске и Црне Горе (тада дела Савезне Републике Југославије). Мисија је расформирана 15. децембра 2002. године.
Земље које су учествовале у пружању подршке за ову мисију укључују Финску, Аргентину, Индонезију, Данску, Португалију, Шведска, Норвешку, Ирску и САД.